# والفنرا
والفنرا (به ایتالیایی: Valfenera) یک کومونه در ایتالیا است که در استان آسته واقع شده‌است.

## خصوصیات
والفنرا ۲۲٫۲ کیلومترمربع مساحت و ۲٬۳۶۸ نفر جمعیت دارد و ۲۸۲ متر بالاتر از سطح دریا واقع شده‌است.